# Рязановка (Оренбургская область)
Ряза́новка — село в Асекеевском районе Оренбургской области России. Административный центр Рязановского сельсовета.

## География
Село находится в северо-западной части Оренбургской области, в пределах Восточно-Европейской равнины, в Заволжско-Предуральской лесостепной провинции, на левом берегу реки Большой Кинель, на расстоянии примерно 27 км (по прямой) к юго-востоку от села Асекеево, административного центра района. Абсолютная высота — 101 м над уровнем моря.
Климат
Климат характеризуется как континентальный с морозной зимой и жарким летом. Среднегодовая температура составляет 2,5 °C. Средняя температура воздуха самого тёплого месяца (июля) — 19 — 22 °C (абсолютный максимум — 40 °C); самого холодного (января) — −17 — −14 °C (абсолютный минимум — −45 °C). Среднегодовое количество атмосферных осадков составляет 420 мм. Снежный покров держится в среднем около 150 дней в году.
Часовой пояс
Село Рязановка, как и вся Оренбургская область, находится в часовой зоне МСК+2. Смещение применяемого времени относительно UTC составляет +5:00.

## Население
| 2010 |
| ---- |
| 702  |

Гендерный состав
По данным Всероссийской переписи населения 2010 года, в гендерной структуре населения мужчины составляли 45,4 %, женщины — соответственно 54,6 %.
Национальный состав
Согласно результатам переписи 2002 года, в национальной структуре населения русские составляли 55 % из 928 чел.

## Улицы
| - ул. Кинельская, - ул. Молодёжная, - ул. Набережная, - ул. Садовая, | - пер. Садовый, - ул. Транспортная, - ул. Центральная, - пер. Школьный. |